# Michael Pinnella

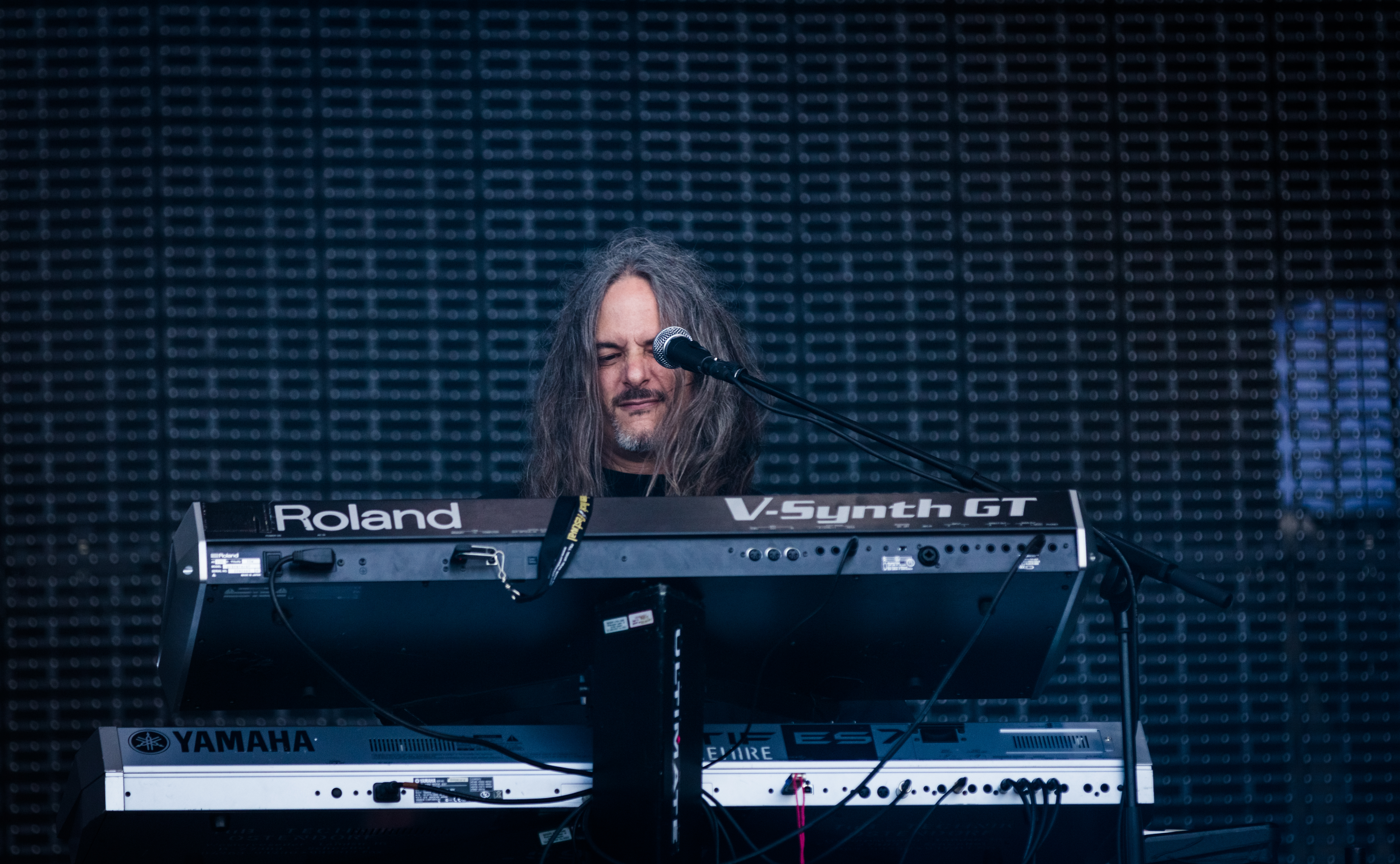
Michael Pinnella mit Symphony X beim Wacken Open Air 2016

Michael Pinnella (* 29. August 1969 in Point Pleasant Beach, New Jersey, USA) ist der US-amerikanische Keyboarder der Progressive-Metal-Band Symphony X.
Schon in jungen Jahren begann Michael das Klavierspielen zu lernen. Er war damals besonders fasziniert von großen klassischen bzw. barocken Komponisten wie Bach und Mozart. Später, während seines Klavierstudiums, begann er sich verstärkt mit Keyboards und Synthesizern zu beschäftigen. Musikalisch wurde er in dieser Zeit von Deep Purple, ELP, Kansas und Dio beeinflusst, sowie besonders von Yngwie Malmsteen, dessen Art und Weise, barocke Klänge mit Heavy Metal zu verbinden, ihn beeindruckte; es waren seine beiden Lieblingsmusikstile, die hier verschmolzen wurden.
Die starke Beeinflussung durch klassische Musik lässt sich – ebenso wie bei seinem Bandkollegen, dem Gitarristen Michael Romeo – auch in Pinnellas Keyboardspiel bei Symphony X heraushören.
Im Jahr 2004 nahm er sein erstes Soloalbum auf. Die CD mit dem Titel Enter By The Twelfth Gate enthält ausschließlich instrumentale Titel, die seine klassischen Einflüsse besonders spürbar werden lassen; die Musik unterscheidet sich deutlich vom progressiven und symphonischen Metal seiner Stammband.